# Dalima mjobergi
Dalima mjoebergi là một loài bướm đêm trong họ Geometridae.